# Kiss Tibor (zenész)
Kiss Tibor (Dunaújváros, 1971. május 10. –) magyar zenész, képzőművész, dalszövegíró, a Quimby alternatív rockegyüttes gitáros frontembere, előadóművész. Zenei ízlésére a sokoldalúság a jellemző, a komolyzenétől (Rahmanyinov) kezdve Leonard Cohen, Elvis Presley, Tom Waits zenéjén át Blind Willie Johnsonig.

## Életpályája
Eredetileg képzőművész akart lenni, 16 éves kora körül kezdett a zenével komolyabban foglalkozni. A gitározást autodidakta módon művelte, a dunaújvárosi Münnich Ferenc Gimnázium Október nevű rockzenekarában játszott bátyjával, Kiss Endrével, Mikuli Ferenc basszusgitárossal és Varga Livius énekes-dobossal. 1991-ben megalapítják a Quimby együttest, majd 1995-ben Varga Liviusszal New Yorkba utazik, ahol négy hónapot töltenek. Amerikai zenei élményei nagy hatást gyakorolnak művészetére, innentől kezdve magyar nyelven ír dalokat, ekkor születik a Majomtangó című szám is, majd később a Diligramm, mely szakmai áttörést és közönségsikert hozott.

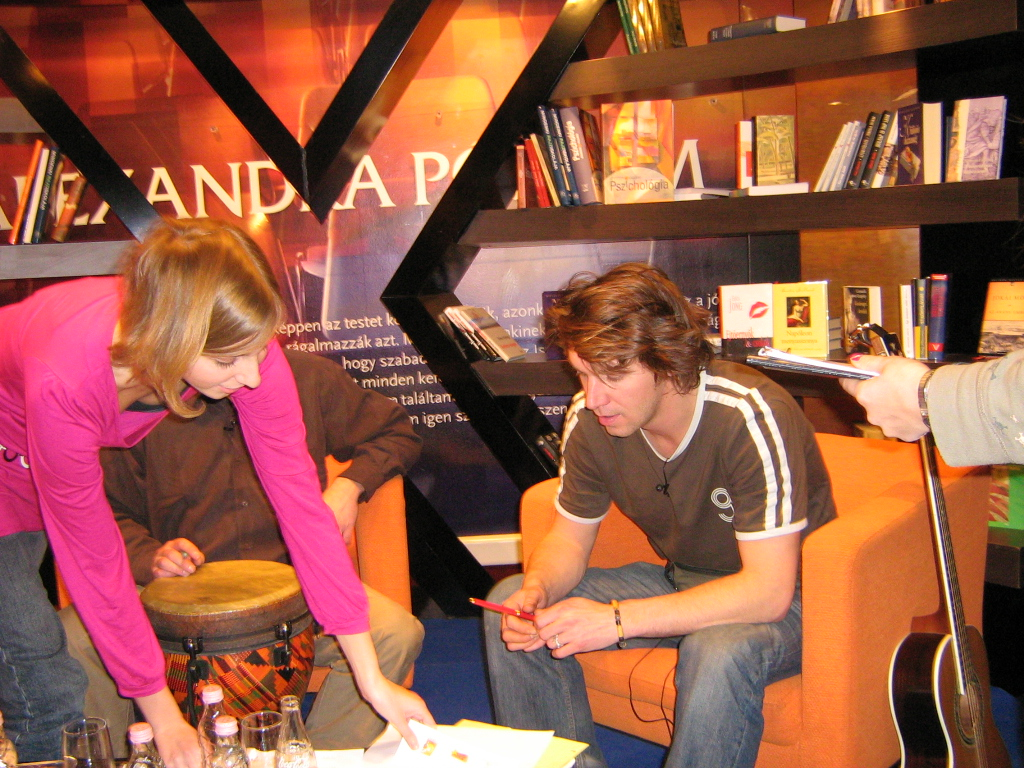
Kiss Tibor az Alexandra Könyvesházban dedikál (2007. november 10.)

Diplomáját 1997-ben szerzi a Magyar Képzőművészeti Egyetemen. Zenei teljesítménye mellett költőként is számon tartják, dalszövegei sokak szerint önálló versekként is megállják helyüket, válogatott művei megjelentek a József Attila Kör kiadásában, Ventilátor blues címmel. A zene és a dalszövegírás mellett képzőművészettel, festészettel is foglalkozik. Érzékeny, depresszióra hajló természete miatt élete során néhányszor válságba került. 2003-ban Komlón egy pszichoterápiás csoportban építette újjá magát és művészetét. Az itt megéltek hatására új dalok és képek születtek.
Képzőművészként a Budai Gyermekkórházban a művészetterápiás csoport tagjait segíti művészeti fejlődésükben. Nemcsak képzőművészként és zenészként dolgozik, hanem hangoskönyveken is szerepel előadóként. Tanárként 2007-ben mutatkozott be a Magyar Íróakadémia Dalszövegíró Mesterkurzusán, ahol Varga Liviussal együtt tartott előadásokat.
Előadóként részt vesz a Budapest Bár koncertjein, lemezein is.
Az Quimby a Covid19-pandémia alatt ideiglenes parkolópályára került, amelyben Kiss Tibi szenvedélybetegsége is komoly szerepet játszott. Az énekes 2020 elején terápiás céllal elvonult a nyilvánosság elől, alkohol- és kábítószer-függősége miatt. 2023 áprilisában kezdtek újra közösen koncertezni, a SopronFest keretében.

## Művei
- Ventilátor blues. Válogatott dalszövegek; JAK–L'Harmattan, Bp., 2006 (JAK füzetek) ISBN 9639683515
- Budapest Bár Volume 1 (CD), EMI Zenei Kft. Budapest, 2007. EAN 5099951804626
- Neonradír képeskönyv; Kultúrkombinát Kft., Bp., 2012

## Hangoskönyvek
- Jack London: Csak hús, Rebeka és Panni Könyvkiadó Bt., EAN 5999882923598[7]
- Történetek 100 szóban hangoskönyv-képeslap ("Kiss Tibi cipője Veszprémben, ’95-ben", Szerző: Karika Tímea, Előadja: Sándor Judit - StúDió Veszprém, Chianti 3D Kft.,,2023)

## Interjúk
- Quimby 015, Népszabadság, 2007. január 12.
- MR2 – Petőfi Rádió[halott link], 2008. július 11.
- "Túl sok minden érdekel egyszerre", Kulturális Online Magazin, 2009. augusztus 20.
- ""Ragaszkodunk az elborultságainkhoz." Kiss Tibor a Quartnak", Quart, 2010. december 28.
- "Kocsma, korsó, kölcsönkégli (Kiss Tibor portré)", 2011. április 11.
- https://www.youtube.com/watch?v=6NtjIGsyAr8ArcKép 2016. május 16.

## Filmek
- Moszkva tér (2001)
- Kolorádó kid (2010)
- Cicaverzum (2023)

## Kitüntetések
- Artisjus-díj (2006)
- A Magyar Köztársasági Érdemrend lovagkeresztje (2010)
- Pro Cultura Újbuda (2014)
- Pro Urbe Budapest-díj (2023) /Quimby tagjaként/